# يسبر يوهانسون
يسبر يوهانسون هو لاعب هوكي الجليد سويدي، ولد في 6 يوليو 1993 في سكيلفتيا في السويد.

## وصلات خارجية
- يسبر يوهانسون على موقع EliteProspects.com (الإنجليزية)
- يسبر يوهانسون على موقع HockeyDB.com (الإنجليزية)